# Niccolò Castiglioni
Niccolò Castiglioni  (* 17. Juli 1932 in Mailand; † 7. September 1996 ebenda) war ein italienischer Komponist.

## Leben
Castiglioni studierte Klavier und Komposition am Conservatorio „Giuseppe Verdi“ bei Giorgio Federico Ghedini und Franco Margola und schloss das Studium 1953 ab. Er wurde für die beste Abschlussarbeit in Komposition ausgezeichnet und gewann damit eine vom Ministero della Pubblica Istruzione finanzierte Reise zu den Salzburger Festspielen. Sein Interesse galt in dieser Zeit vor allem der Kunst, der Natur, den Bergen und der Philosophie, insbesondere den Schriften von Eugenio Garin über den mittelalterlichen Platonismus. Nachdem er sich während seiner Studienzeit vor allem für die Musik von Igor Strawinskij begeistert hatte, beschäftigte er sich später mit der Zwölftonmusik und danach mit den verschiedenen Positionen des musikalischen Denkens nach Anton von Webern. Am Mozarteum Salzburg nahm er an Kursen von Friedrich Gulda, Carlo Zecchi und Boris Blacher teil. Von 1958 bis 1965 besuchte er die Internationalen Ferienkurse für Neue Musik in Darmstadt.
Abgesehen von einer kurzen Zeit in den 1950er Jahren, in der er auch als Pianist auftrat, stand für Castiglioni das Komponieren und Unterrichten im Mittelpunkt seiner Arbeit. Von 1966 bis 1970 lebte er in den USA, wo er bei der Rockefeller Foundation in Buffalo Kontrapunkt lehrte und als Gastprofessor an den Universitäten von Washington (Seattle), Michigan (Ann Arbor) und Kalifornien (San Diego) Komposition unterrichtete. Nach seiner Rückkehr nach Italien lehrte er zunächst am Conservatorio di Trento (Trient) und von 1977 bis zu seinem Tod am Conservatorio di Milano.

## Werke
- 1963: Gyro per coro e 9 strumenti
- 1963: A Solemn Music II per voce di soprano e orchestra da camera. Nuova versione 1965
- 1967: Sinfonie Guerriere et Amorose für Orgel
- 1978: Drei Klavierstücke
- 1977: Quilisma per 2 violini, viola, violoncello e pianoforte
- 1981: Omage an Edvard Grieg für 2 Klaviere
- 1983: Das Ohr hört Nachts Sonatenklänge, 4 Lieder für Sopran und Klavier
- 1984: Wie ein Hirschlein in den Auen, für Frauenchor und Orchester
- 1984: Rima per oboe e pianoforte
- 1989: Risognanze für Instrumente
- 1990: Romanze für Streichquartett
- 1990: Sinfonie a due voci per contrabbasso e voce di contralto
- 1990: Osterliedlein per voce (soprano leggero) e strumenti
- 1991: Liedlein per coro di voci bianche e strumenti
- 1992: Stabat Mater, für Männerchor und Orchester
- 1993: Ottetto per strumenti a fiato
- 1994: Preludium, Choral und Fuge für Klavier

| Personendaten    | Personendaten           |
| ---------------- | ----------------------- |
| NAME             | Castiglioni, Niccolò    |
| KURZBESCHREIBUNG | italienischer Komponist |
| GEBURTSDATUM     | 17. Juli 1932           |
| GEBURTSORT       | Mailand                 |
| STERBEDATUM      | 7. September 1996       |
| STERBEORT        | Mailand                 |